# Banco da Coreia

Logotipo do Banco da Coreia usado de 1950 a 2010

O Banco da Coreia (hangul: Hanguk Eunhaeng; Bank of Korea; BOK) é o banco central da Coreia do Sul e emissor do won sul-coreano. Foi criado em 12 de junho de 1950, em Seul.

## História
O Banco da Coreia foi estabelecido em 1950/06/12 sob o Ato do Banco da Coreia aprovado em 1950/05/05, assumindo ativos e operações do simultaneamente liquidado Banco de Chōsen. Foi-lhe dada uma ampla gama de funções em relação à política monetária e financeira, Regulação bancária e política cambial.

## Organização
No topo da organização do Banco da Coreia está o Comitê de Política Monetária (Geumnyung Tonghwa Wiwonhoe). A principal função do Comitê é a formulação de políticas monetárias e de crédito. Além disso, o Comitê delibera sobre as principais questões relacionadas com as operações do Banco da Coreia.
O Comitê de Política Monetária é composto por sete membros que representam vários grupos na economia nacional:
- o governador, ex-officio;
- o vice-governador sênior, ex-officio;
- um membro indicado pelo Ministério de Estratégia e Finanças;
- um membro indicado pelo Governador do Banco da Coreia;
- um membro indicado pelo Presidente da Comissão de Serviços Financeiros;
- um membro indicado pelo Presidente da Câmara de Comércio e Indústria da Coreia;
- um membro indicado pelo Presidente da Federação de Bancos da Coreia.

## Funções
O Banco da Coreia possui as seguintes funções institucionais:
- Emissão de notas e moedas
- Condução da política monetária e de crédito
- Banco dos banqueiros e do Banco do Governo
- Desenvolvimento e gestão de sistemas de pagamento
- Condução de funções de supervisão para as instituições financeiras
- Compilação de estatísticas e pesquisas econômicas
- Realização de negócios de câmbio e gestão as reservas oficiais estrangeiras
- Incentivar a cooperação com outros bancos centrais

## Governadores
| #  | Governador      | Início                 | Fim                    |
| -- | --------------- | ---------------------- | ---------------------- |
| 1  | Yong Suh Koo    | 5 de junho de 1950     | 18 de dezembro de 1951 |
| 2  | Yoo Taik Kim    | 18 de dezembro de 1951 | 12 de dezembro de 1956 |
| 3  | Chin Hyung Kim  | 12 de dezembro de 1956 | 21 de maio de 1960     |
| 4  | Eui Hwan Pai    | 1 de junho de 1960     | 8 de setembro de 1960  |
| 5  | Ye Yong Chun    | 8 de setembro de 1960  | 30 de maio de 1961     |
| 6  | Chang Soon Yoo  | 30 de maio de 1961     | 26 de março de 1962    |
| 7  | Pyong Do Min    | 26 de março de 1962    | 3 de junho de 1963     |
| 8  | Jungwhan Rhi    | 3 de junho de 1963     | 26 de dezembro de 1963 |
| 9  | Se Ryun Kim     | 26 de dezembro de 1963 | 25 de dezembro de 1967 |
| 10 | Jin Soo Suh     | 29 de dezembro de 1967 | 2 de maio de 1970      |
| 11 | Sung Whan Kim   | 2 de maio de 1970      | 1 de maio de 1978      |
| 12 | Byonghyun Shin  | 2 de maio de 1978      | 5 de julho de 1980     |
| 13 | Joon Sung Kim   | 5 de julho de 1980     | 4 de janeiro de 1982   |
| 14 | Yeung-Ki Hah    | 5 de janeiro de 1982   | 31 de outubro de 1983  |
| 15 | Chang Nak Choi  | 31 de outubro de 1983  | 7 de janeiro de 1986   |
| 16 | Sung Sang Park  | 13 de janeiro de 1986  | 26 de março de 1988    |
| 17 | Kun Kim         | 26 de março de 1988    | 26 de março de 1992    |
| 18 | Soon Cho        | 26 de março de 1992    | 14 de março de 1993    |
| 19 | Myung Ho Kim    | 15 de março de 1993    | 23 de agosto de 1995   |
| 20 | Kyung Shik Lee  | 24 de agosto de 1995   | 5 de março de 1998     |
| 21 | Chol-Hwan Chon  | 6 de março de 1998     | 31 de março de 2002    |
| 22 | Park Seung      | 1 de abril de 2002     | 31 de março de 2006    |
| 23 | Lee Seongtae    | 1 de abril de 2006     | 31 de março de 2010    |
| 24 | Kim Choong-soo  | 1 de abril de 2010     | 31 de março de 2014    |
| 25 | Lee Ju-yeol     | 1 de abril de 2014     | 31 de março de 2022    |
| 26 | Rhee Chang-yong | 20 de abril de 2022    | Atualmente             |